# Aspidistra guangxiensis
Aspidistra guangxiensis är en sparrisväxtart som beskrevs av S.C.Tang och Yan Liu. Aspidistra guangxiensis ingår i släktet Aspidistra och familjen sparrisväxter. Inga underarter finns listade i Catalogue of Life.